# Тайтвод (Міссурі)
Тайтвод (англ. Tightwad) — селище (англ. village) в США, в окрузі Генрі штату Міссурі. Населення — 58 осіб (2020).

## Географія
Тайтвод розташований за координатами 38°18′21″ пн. ш. 93°32′32″ зх. д. / 38.30583° пн. ш. 93.54222° зх. д. (38.305763, -93.542298).  За даними Бюро перепису населення США в 2010 році селище мало площу 2,61 км², з яких 2,58 км² — суходіл та 0,03 км² — водойми.

## Демографія
Згідно з переписом 2010 року, у селищі мешкало 69 осіб у 31 домогосподарстві у складі 18 родин. Густота населення становила 26 осіб/км².  Було 36 помешкань (14/км²).
Расовий склад населення:
| - 98,6 % — білих |

До двох чи більше рас належало 1,4 %. Частка іспаномовних становила 0,0 % від усіх жителів.
За віковим діапазоном населення розподілялося таким чином: 21,7 % — особи молодші 18 років, 49,3 % — особи у віці 18—64 років, 29,0 % — особи у віці 65 років та старші. Медіана віку мешканця становила 53,5 року. На 100 осіб жіночої статі у селищі припадало 102,9 чоловіків;  на 100 жінок у віці від 18 років та старших — 116,0 чоловіків також старших 18 років.
Середній дохід на одне домашнє господарство  становив 58 996 доларів США (медіана — 54 063), а середній дохід на одну сім'ю — 61 624 долари (медіана — 54 063). За межею бідності перебувало 6,5 % осіб, у тому числі 0,0 % дітей у віці до 18 років та 36,4 % осіб у віці 65 років та старших.
Цивільне працевлаштоване населення становило 29 осіб. Основні галузі зайнятості: освіта, охорона здоров'я та соціальна допомога — 34,5 %, виробництво — 20,7 %, будівництво — 20,7 %.